# خوان خافيير إسترادا
خوان خافيير إسترادا (بالإسبانية: Juan Javier Estrada)‏ هو دراج إسباني، ولد في 8 أغسطس 1981 في تشايكلانا دي لا فرونتيرا في إسبانيا.

## وصلات خارجية
- خوان خافيير إسترادا على موقع الاتحاد الدولي للدراجات (الإنجليزية)
- خوان خافيير إسترادا على موقع أرشيف الدراجات (الإنجليزية)
- خوان خافيير إسترادا على موقع إحصائيات الدراجات الإحترافية (الإنجليزية)
- خوان خافيير إسترادا على موقع نسبة الدراجات (الإنجليزية)